# 구쓰키 쓰나카타
쿠츠키 츠나카타(일본어: 朽木綱方 くつき つなかた[*])는 탄바국 후쿠치야마번 10대 번주이자, 후쿠치야마번 쿠츠키가 11대 당주이다.

## 생애
덴메이 6년 (1786년) 12월 26일, 8대 번주 쿠츠키 마사츠나의 차남으로 태어났다. 간세이 10년 (1798년) 8월 20일, 9대 번주 쿠츠키 토모츠나의 양자가 된다. 교와 3년 (1803년) 윤1월 12일, 토모츠나의 사망으로 가독을 이었다. 그러나 젊은 나이에 한동안 친척 (5대 번주 토우츠나의 8남)인 마츠다이라 노리야스의 후견을 받았다. 같은 해 9월 15일, 11대 쇼군 도쿠가와 이에나리를 배알한다. 분카 원년 (1804년) 12월 16일, 종5위하 토사노카미에 서임한다. 분카 7년 (1810년) 2월 2일, 오사카 카반을 명받는다.
츠나카타의 치세에 분카 4년 (1807년)에 큰 불이 일어나는 등, 연이은 재해로 번 재정이 악화되어 갔다. 이런 다난한 가운데 정무에 대한 관심을 잃은 츠나카타는 분세이 3년 (1820년) 6월 6일에 가독을 양자 (토모츠나의 친자)인 츠나에다에게 물려주고 은거했으며, 그 후에는 후견을 맡았다.
덴포 9년 (1838년) 2월 27일에 53세의 나이로 사망했다.

## 가족 관계
- 아버지 : 쿠츠키 마사츠나 (1750년 ~ 1802년)
- 어머니 : 불명
- 양아버지 : 쿠츠키 토모츠나 (1767년 ~ 1803년)
- 정실 : 마츠다이라 스케츠구의 딸
- 생모 불명의 자녀
  - 딸 : 사야카 (健) - 쿠츠키 츠나하루의 정실
  - 차남 : 쿠츠키 츠나노리 (1808년 ~ 1825년) - 쿠츠키 츠나에다의 양자
- 양자
  - 아들 : 쿠츠키 츠나에다 (1801년 ~ 1836년) - 쿠츠키 토모츠나의 아들

| 전임 쿠츠키 토모츠나 | 제10대 후쿠치야마번 번주 1803년 - 1821년 | 후임 쿠츠키 츠나에다 |